# Uhuru Kenyatta
Uhuru Muigai Kenyatta (26 d'octubre de 1961) és un polític kenyà i el quart president de Kenya, càrrec que va assumir el 2013. Va ser membre del Parlament pel partit Gatundu Sud del 2002 al 2013. Actualment forma part del Partit Jubileu de Kenya, i anteriorment va estar relacionat amb L'Aliança Nacional i la Kenya African National Union.
És el fill de Jomo Kenyatta, el primer president de Kenya, i la seva quarta muller Mama Ngina Kenyatta.
Uhuru va ser reelegit per un segon mandat en les eleccions generals d'agost de 2017, guanyant amb el 54% del vot popular. La victòria va ser declarada oficialment a la televisió nacional pel president de la Comissió Electoral Wafula Chebukati. No obstant això, les eleccions d'Uhuru van ser posades en dubte amb èxit a la Cort Suprema de Kenya pel seu principal competidor, Raila Odinga. El tribunal va declarar invàlida l'elecció i va ordenar la celebració d'una nova elecció presidencial.
L’octubre de 2021 va ser citat a l'escàndol dels pandora papers.